# Lorenzo Respighi
Lorenzo Respighi (7 de octubre de 1824-10 de diciembre de 1889) fue un matemático, astrónomo y filósofo natural italiano.

## Semblanza
Respighi nació en Cortemaggiore, Piacenza, hijo de Luigi Respighi y Giuseppina Rossetti. Estudió matemáticas y filosofía natural, primero en Parma y después en la Universidad de Bolonia, donde obtuvo su grado con honores en 1845. 
De 1855 a 1864 dirigió del Observatorio Astronómico de Bolonia, y durante estos años descubrió tres cometas, #1862 IV, #1863 III y #1863 V.
En 1865 fue nombrado director del Observatorio Astronómico del Campidoglio, en Roma.

## Eponimia
- El cráter lunar Respighi lleva este nombre en su memoria.[1]
- El asteroide (16930) Respighi también conmemora su nombre.[2]